# Commonwealth Games 2010/Badminton (Mixed)
Badminton wurde bei den Commonwealth Games 2010 im Siri Fort Sports Complex und Saket Sports Complex in Neu-Delhi gespielt. Die Wettkämpfe fanden vom 4. bis 14. Oktober 2010 statt. Es wurden fünf Einzelwettbewerbe und ein Mannschaftswettbewerb ausgetragen. Folgend die Ergebnisse im Mixed.

## Austragungsort
- Siri Fort Sports Complex: 5 Spielfelder und 3 Aufwärmfelder

## Teilnehmer
Glenn Warfe,  He Tian Tang,  Kate Wilson-Smith,  Nicholas Kidd,  Raj Veeran,  Renuga Veeran,  Dakeil Thorpe,  Mariama Eastmond,  Nicholas Reifer,  Shari Watson,  Alexander Pang,  Alexandra Bruce,  Grace Gao,  Jon Vandervet,  Michelle Li,  Toby Ng,  Anthony Clark,  Chris Adcock,  Gabrielle White,  Heather Olver,  Jenny Wallwork,  Nathan Robertson,  Anna Luxton,  Doug Clark,  Laura Minto,  Michael Brownlee,  Daniel Aryee,  Theresa Tetteh,  Aparna Balan,  Ashwini Ponnappa,  Valiyaveetil Diju,  Jwala Gutta,  Rupesh Kumar,  Sanave Thomas,  Cristen Callow,  Joshua Green,  Kimberley Clague,  Matthew John Wilkinson,  Alya Lewis,  Charles Pyne,  Christine Leyow,  Gareth Henry,  Garron Palmer,  Kristal Karjohn,  Anitah Alube,  Anna Ng'ang'a,  Fred Gituku,  Mercy Joseph,  Patrick Ruto,  Victor Munga Odera,  Chan Peng Soon,  Chin Eei Hui,  Koo Kien Keat,  Goh Liu Ying,  Sahir Edoo,  Stephan Beeharry,  Kate Foo Kune,  Shaheer Ramrakha,  Shama Aboobakar,  Yeldi Louison,  Danielle Barry,  Donna Haliday,  Henry Tam,  Oliver Leydon-Davis,  Ola Fagbemi,  Edicha Ocholi,  Maria Braimoh,  Susan Ideh,  Matthew Gleave,  Sinead Chambers,  Imogen Bankier,  Jillie Cooper,  Kirsty Gilmour,  Paul van Rietvelde,  Watson Briggs,  Alisen Camille,  Georgie Cupidon,  Juliette Ah-Wan,  Steve Malcouzane,  Chayut Triyachart,  Hendra Wijaya,  Hendri Kurniawan Saputra,  Yao Lei,  Shinta Mulia Sari,  Vanessa Neo Yu Yan,  Lasitha Menaka,  Chandrika de Silva,  Abraham Wogute,  Brian Ssunna,  Shamim Bangi,  Gloria Najjuka,  Margaret Nankabirwa,  Wilson Tukire,  Caroline Harvey,  James Phillips,  Martyn Lewis,  Sarah Thomas,  Eli Mambwe,  Ogar Siamupangila

## Vorrunde
- Hendra Wijaya /  Shinta Mulia Sari –  Nicholas Reifer /  Mariama Eastmond: 21-5 / 21-6
- Jon Vandervet /  Alexandra Bruce –  Stephan Beeharry /  Shama Aboobakar: 21-9 / 21-18
- Watson Briggs /  Imogen Bankier –  Brian Ssunna /  Shamim Bangi: 21-8 / 21-8
- Sahir Edoo /  Yeldi Louison –  Matthew John Wilkinson /  Kimberley Clague: 21-12 / 20-22 / 21-16
- James Phillips /  Caroline Harvey –  Fred Gituku /  Anna Ng'ang'a: 21-8 / 21-3
- Hendri Kurniawan Saputra /  Vanessa Neo Yu Yan –  Nicholas Kidd /  Kate Wilson-Smith: 21-15 / 21-14
- Ola Fagbemi /  Maria Braimoh –  Doug Clark /  Anna Luxton: 21-16 / 21-6
- Sanave Thomas /  Aparna Balan –  Glenn Warfe /  He Tian Tang: 21-9 / 21-13
- Matthew Gleave /  Sinead Chambers –  Wilson Tukire /  Margaret Nankabirwa: 21-11 / 21-13
- Josh Green /  Cristen Marritt –  Michael Brownlee /  Laura Minto: 21-16 / 21-8
- Paul van Rietvelde /  Jillie Cooper –  Dakeil Thorpe /  Shari Watson: 21-8 / 21-9
- Garron Palmer /  Alya Lewis –  Patrick Ruto /  Mercy Joseph: 21-12 / 21-18
- Eli Mambwe /  Ogar Siamupangila –  Abraham Wogute /  Gloria Najjuka: 23-21 / 21-14
- Koo Kien Keat /  Chin Eei Hui –  Saheer Ramrakha /  Karen Foo Kune: 21-10 / 21-6
- Kieran Merrilees /  Kirsty Gilmour –  Edicha Ocholi /  Susan Ideh: 21-12 / 19-21 / 22-20
- Rupesh Kumar /  Ashwini Ponnappa –  Steve Malcouzane /  Alisen Camille: 21-8 / 21-14
- Raj Veeran /  Renuga Veeran –  Lasitha Menaka /  Chandrika de Silva: 21-11 / 21-9
- Alexander Pang /  Michelle Li –  Daniel Aryee /  Theresa Tetteh: 21-6 / 21-8
- Nathan Robertson /  Jenny Wallwork –  Georgie Cupidon /  Juliette Ah-Wan: 21-5 / 21-7
- Hendra Wijaya /  Shinta Mulia Sari –  Jon Vandervet /  Alexandra Bruce: 21-12 / 21-12
- Watson Briggs /  Imogen Bankier –  Alexander Pang /  Michelle Li: 21-15 / 21-10
- Chan Peng Soon /  Goh Liu Ying –  Charles Pyne /  Christine Leyow: 21-12 / 21-14
- James Phillips /  Caroline Harvey –  Sahir Edoo /  Yeldi Louison: 21-9 / 21-16
- Chris Adcock /  Gabrielle Adcock –  Hendri Kurniawan Saputra /  Vanessa Neo Yu Yan: 21-17 / 21-17
- Sanave Thomas /  Aparna Balan –  Ola Fagbemi /  Maria Braimoh: 21-10 / 21-8
- Matthew Gleave /  Sinead Chambers –  Josh Green /  Cristen Marritt: 19-21 / 21-13 / 21-15
- Anthony Clark /  Heather Olver –  Paul van Rietvelde /  Jillie Cooper: 21-11 / 21-18
- Eli Mambwe /  Ogar Siamupangila –  Garron Palmer /  Alya Lewis: 14-21 / 21-17 / 21-17
- Chayut Triyachart /  Yao Lei –  Oliver Leydon-Davis /  Danielle Tahuri: 21-11 / 21-10
- Koo Kien Keat /  Chin Eei Hui –  Kieran Merrilees /  Kirsty Gilmour: 21-7 / 21-14
- Toby Ng /  Grace Gao –  Martyn Lewis /  Sarah Thomas: 21-6 / 21-14
- Rupesh Kumar /  Ashwini Ponnappa –  Raj Veeran /  Renuga Veeran: 21-16 / 18-21 / 21-18
- Valiyaveetil Diju /  Jwala Gutta –  Gareth Henry /  Kristal Karjohn: 21-13 / 21-8
- Henry Tam /  Donna Haliday –  Victor Munga Odera /  Anita Alube: w.o.
- Nathan Robertson /  Jenny Wallwork –  Hendra Wijaya /  Shinta Mulia Sari: 21-19 / 21-17
- Watson Briggs /  Imogen Bankier –  Henry Tam /  Donna Haliday: 18-21 / 21-6 / 21-17
- Chan Peng Soon /  Goh Liu Ying –  James Phillips /  Caroline Harvey: 21-11 / 21-13
- Chris Adcock /  Gabrielle Adcock –  Sanave Thomas /  Aparna Balan: 21-15 / 21-18
- Anthony Clark /  Heather Olver –  Matthew Gleave /  Sinead Chambers: 21-5 / 21-4
- Chayut Triyachart /  Yao Lei –  Eli Mambwe /  Ogar Siamupangila: 21-11 ret.

## Endrunde
|  | Viertelfinale | Viertelfinale                   | Viertelfinale               | Viertelfinale | Viertelfinale |                                 |                             | Halbfinale                | Halbfinale       | Halbfinale       | Halbfinale       | Halbfinale       |                  |   | Finale                          | Finale                      | Finale | Finale | Finale |
|  |               |                                 |                             |               |               |                                 |                             |                           |                  |                  |                  |                  |                  |   |                                 |                             |        |        |        |
|  | 1             | Nathan Robertson Jenny Wallwork | 22                          | 23            |               |                                 |                             |                           |                  |                  |                  |                  |                  |   |                                 |                             |        |        |        |
|  |               | Watson Briggs Imogen Bankier    | 20                          | 21            |               |                                 |                             |                           |                  |                  |                  |                  |                  |   |                                 |                             |        |        |        |
|  |               | Watson Briggs Imogen Bankier    | 20                          | 21            | 1             | Nathan Robertson Jenny Wallwork | 19                          | 21                        | 23               |                  |                  |                  |                  |   |                                 |                             |        |        |        |
|  |               |                                 |                             |               |               | Nathan Robertson Jenny Wallwork | 19                          | 21                        | 23               |                  |                  |                  |                  |   |                                 |                             |        |        |        |
|  |               | 4                               | Chan Peng Soon Goh Liu Ying | 21            | 13            | 21                              |                             |                           |                  |                  |                  |                  |                  |   |                                 |                             |        |        |        |
|  | 4             | 4                               | Chan Peng Soon Goh Liu Ying | 21            | 13            | 21                              | Chan Peng Soon Goh Liu Ying | 22                        | 16               | 21               |                  |                  |                  |   |                                 |                             |        |        |        |
|  | 4             |                                 |                             |               |               |                                 |                             | 22                        | 16               | 21               |                  |                  |                  |   |                                 |                             |        |        |        |
|  | 7             | Chris Adcock Gabrielle White    | 20                          | 21            | 11            |                                 |                             |                           |                  |                  |                  |                  |                  |   |                                 |                             |        |        |        |
|  |               |                                 |                             |               |               |                                 |                             |                           |                  |                  |                  |                  |                  | 1 | Nathan Robertson Jenny Wallwork | 20                          | 12     |        |        |
|  |               |                                 | Koo Kien Keat Chin Eei Hui  | 22            | 21            |                                 |                             |                           |                  |                  |                  |                  |                  |   |                                 |                             |        |        |        |
|  | 5             | Anthony Clark Heather Olver     | 21                          | 8             | 12            |                                 |                             |                           |                  |                  |                  |                  |                  |   |                                 |                             |        |        |        |
|  | 3             | Chayut Triyachart Yao Lei       | 19                          | 21            | 21            |                                 |                             |                           |                  |                  |                  |                  |                  |   |                                 |                             |        |        |        |
|  | 3             | Chayut Triyachart Yao Lei       | 19                          | 21            | 21            |                                 | 3                           | Chayut Triyachart Yao Lei | 21               | 16               | 18               |                  |                  |   |                                 |                             |        |        |        |
|  |               |                                 |                             |               |               |                                 | 3                           | Chayut Triyachart Yao Lei | 21               | 16               | 18               |                  |                  |   |                                 |                             |        |        |        |
|  |               |                                 | Koo Kien Keat Chin Eei Hui  | 19            | 21            | 21                              |                             |                           | Spiel um Platz 3 | Spiel um Platz 3 | Spiel um Platz 3 | Spiel um Platz 3 | Spiel um Platz 3 |   |                                 |                             |        |        |        |
|  |               | Koo Kien Keat Chin Eei Hui      | Koo Kien Keat Chin Eei Hui  | 19            | 21            | 21                              | 21                          | 21                        | Spiel um Platz 3 | Spiel um Platz 3 | Spiel um Platz 3 | Spiel um Platz 3 | Spiel um Platz 3 |   |                                 |                             |        |        |        |
|  |               |                                 |                             |               |               |                                 |                             |                           |                  |                  |                  |                  |                  |   |                                 |                             |        |        |        |
|  | 2             | Valiyaveetil Diju Jwala Gutta   | 13                          | 19            |               |                                 |                             |                           |                  |                  |                  |                  |                  |   | 4                               | Chan Peng Soon Goh Liu Ying | 14     | 21     | 17     |
|  |               |                                 |                             |               |               |                                 |                             |                           |                  |                  |                  |                  |                  |   | 3                               | Chayut Triyachart Yao Lei   | 21     | 17     | 21     |

## Endstand
- 1. Koo Kien Keat / Chin Eei Hui
- 2. Nathan Robertson / Jenny Wallwork
- 3. Chayut Triyachart / Yao Lei
- 4. Chan Peng Soon / Goh Liu Ying
- 5. Watson Briggs / Imogen Bankier
- 5. Chris Adcock / Gabrielle White
- 5. Anthony Clark / Heather Olver
- 5. Valiyaveetil Diju / Jwala Gutta
- 9. Hendra Wijaya / Shinta Mulia Sari
- 9. Henry Tam / Donna Haliday
- 9. James Phillips / Caroline Harvey
- 9. Sanave Thomas / Aparna Balan
- 9. Matthew Gleave / Sinead Chambers
- 9. Eli Mambwe / Ogar Siamupangila
- 9. Toby Ng / Grace Gao
- 9. Rupesh Kumar / Ashwini Ponnappa
- 17. Martyn Lewis / Sarah Thomas
- 17. Gareth Henry / Kristal Karjohn
- 17. Raj Veeran / Renuga Veeran
- 17. Jon Vandervet / Alexandra Bruce
- 17. Charles Pyne / Christine Leyow
- 17. Hendri Kurniawan Saputra / Vanessa Neo Yu Yan
- 17. Ola Fagbemi / Maria Braimoh
- 17. Oliver Leydon-Davis / Danielle Barry
- 17. Joshua Green / Cristen Callow
- 17. Alexander Pang / Michelle Li
- 17. Garron Palmer / Alya Lewis
- 17. Georgie Cupidon / Juliette Ah-Wan
- 17. Paul van Rietvelde / Jillie Cooper
- 17. Kieran Merrilees / Kirsty Gilmour
- 17. Sahir Edoo / Yeldi Louison
- 17. Victor Munga Odera / Anitah Alube
- 33. Nicholas Reifer / Mariama Eastmond
- 33. Stephan Beeharry / Shama Aboobakar
- 33. Daniel Aryee / Theresa Tetteh
- 33. Brian Ssunna / Shamim Bangi
- 33. Matthew John Wilkinson / Kimberley Clague
- 33. Nicholas Kidd / Kate Wilson-Smith
- 33. Glenn Warfe / He Tian Tang
- 33. Michael Brownlee / Laura Minto
- 33. Dakeil Thorpe / Shari Watson
- 33. Saheer Ramrakha / Karen Foo Kune
- 33. Edicha Ocholi / Susan Ideh
- 33. Steve Malcouzane / Alisen Camille
- 33. Lasitha Menaka / Chandrika de Silva
- 33. Fred Gituku / Anna Ng'ang'a
- 33. Doug Clark / Anna Luxton
- 33. Wilson Tukire / Margaret Nankabirwa
- 33. Patrick Ruto / Mercy Joseph
- 33. Abraham Wogute / Gloria Najjuka